# Nováky
Nováky (węg. Nyitranovák) – miasto w zachodniej Słowacji w kraju trenczyńskim, liczy 4269 mieszkańców (2011). W mieście znajduje się elektrownia węglowa (druga co do wielkości na Słowacji), zaś w pobliżu kopalnie węgla brunatnego i lignitu. W mieście rozwinął się przemysł chemiczny.

## Zabytki

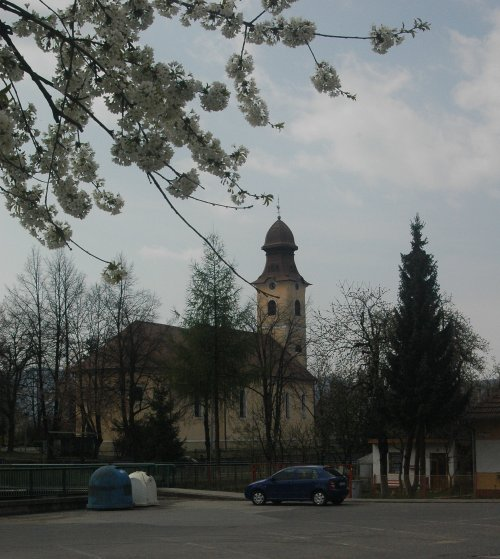
Kościół św. Mikołaja

- Zabytkowy kościół św. Mikołaja z 1677 r.